# Alfred Metzschke
Alfred Metzschke (* 16. November 1857 in Leipzig; † 1941) war ein deutscher Politiker (SPD) und Gewerkschafter. Er war Vorsitzender des Deutschen Hutarbeiter-Verbandes sowie Mitglied des Landtages von Sachsen-Altenburg und des Thüringer Landtages.

## Leben
Metzschke, gelernter Hutmacher, trat 1886 dem Deutschen Hutarbeiter-Verband bei. Von Oktober 1890 bis November 1918 war er Vorsitzender im Hauptvorstand des Hutarbeiter-Verbandes mit Sitz in Altenburg. Bis 1913 war er zugleich Redakteur des Verbandsorgans „Korrespondent“. 1914 wurde Metzschke Sekretär des Internationalen Hutarbeiterbundes. Von 1893 bis 1908 wirkte er zudem als Vorsitzender des Gewerkschaftskartells in Altenburg.
Von 1900 bis 1911 war Metzschke Vorsitzender der SPD-Wahlkreisorganisation Sachsen-Altenburg. Von November 1918 bis 1923 war er Mitglied bzw. Staatsrat in der Landes- bzw. Gebietsregierung Sachsen-Altenburg.
Von April 1910 bis Juni 1920 war er Abgeordneter des Landtages Sachsen-Altenburg, vom Sommer 1919 bis Juni 1920 Mitglied des Volksrates von Thüringen, von Juni 1920 bis September 1921 Mitglied des Thüringer Landtages und von 1921 bis 1923 Mitglied der Gebietsvertretung Sachsen-Altenburg.